# Castillo de Castellfollit de Riubregós
El Castillo de Castellfollit o de Castellfollit de Riubregós es una fortificación, situada en el municipio de Castellfollit de Riubregós, en la comarca de Noya (Cataluña). También se le suele llamar Castillo de San Esteban porque había un templo dedicado a este santo. Se encuentra a cinco minutos andando de la población. Actualmente está muy deteriorado, dado que los militares lo intentaron destruir a conciencia el año 1822.

## Ubicación
Castellfollit está emplazado en un estribo de las sierras que caen de la meseta de Calaf como continuación de la sierra de Pinós en el norte y la sierra de Rubió al sur. El castillo de alza a 500 metros de altitud dominando el valle del Llobregós que lleva sus aguas desde dicha meseta hasta el Segre a la altura de Ponts. Domina, pues, el corredor que permitió durante el reinado del conde Ramón Borrell (992-1017) el alargamiento de la frontera condal hacia el sur de los Montsecs. Este hecho se convertiría en capital porque marcaba una frontera que los musulmanes ya no cruzarían tierras arriba hacia el Pallars, permitiendo que casi cien años después se acabara de consolidar con la conquista de Balaguer (1105) en tiempos de Ramón Berenguer III.

## Arquitectura

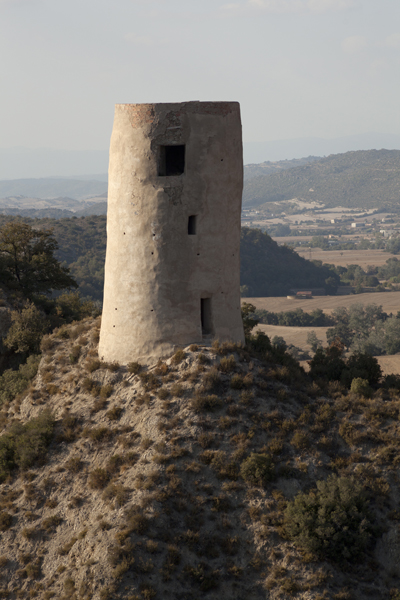
Torre del Ballester.

### Una muralla y tres torres
Está construido sobre una cresta, así que la base es un terreno irregular. Está rodeado de un recinto amurallado de 106 metros de perímetro construido con la técnica del encofrado y la tapia. La mayor parte sigue derecha, si bien algunos tramos están en ruinas. La muralla es la parte más antigua del castillo, fue construida hace más de mil años, cuando estaba en poder de los musulmanes. Está reforzada con dos torres circulares parcialmente conservadas, una en el extremo norte y otra en el opuesto. Una tercera torre de base cuadrangular se alza en el lado suroeste. Está hecha de mortero de cal, tierra y piedras y tiene 12 metros de altura. Las tres son perfectamente habitables. Originariamente, el castillo había tenido cuatro torres como mínimo, la cuarta está en ruinas y se pueden ver los cimientos.

### La torre del Ballester
La torre del Ballester, o del Balet, en mal estado de conservación, está situada sobre una colina al noroeste, separada del castillo por una hondonada. De planta redonda, tiene unos 14,60 m de altura y un diámetro externo de 8,5 m, con un muro de 2,5 m de espesor. En el interior comprende una planta baja y dos pisos, separados con bóvedas cupulares. El acceso a los diferentes niveles se hace por una escalinata helicoidal empotrada en la pared. Sobre la puerta de entrada, rectangular, podemos ver dos aberturas, una en el primer piso y la otra al segundo, donde también hay, encarada al norte, una aspillera y numerosos agujeros. El aparato, hecho a base de pedruscos trabados con mortero, como un encofrado, se ha recubierto con un rebozado, mejor conservado en el interior. La torre del Raval, en un estado de conservación no muy bueno, se levanta al sur, en una colina desligado del castillo por una depresión. Tiene unos 12 m de altura, con una forma poligonal al exterior y trapezoidal en el interior. Se organiza a partir de tres pisos, coronados por una azotea emplazados sobre el último techo de la torre y hecho con unas piezas de hormigón soldadas que forman una bóveda de medio punto.

### El albacar
En el centro del recinto hay un albacar, un patio interior típico de la zona. Es un espacio bastante amplio sin construcciones ni columnas alrededor.

### Las habitaciones
En un nivel más inferior, encontramos una gran sala rectangular cubierta con bóveda apuntada. Cuatro arcos ojivales dividen las cinco habitaciones del castillo. Hay partes dañadas y otras bien conservadas. Se nota que han recibido fuertes impactos.

### La prisión
Entre estas estancias se encuentra una prisión con ventanas enrejadas. Esta dependencia conserva las paredes lucidas de yeso, cal y arena sobre las que hay unas pinturas de escenas de caballeros, fiestas y guerras. Los caballeros llevan escudos de armas reconocibles, como el de los Cardona. También están representadas diferentes armas, como la espada y la ballesta, y máquinas de guerra como el fundíbulo.

## Historia del conjunto
El castillo, también conocido como castillo de San Esteban, pertenecía a los condes de Cervera a mediados del siglo XI, datando del 1039 los primeros documentos que nos hablan de su existencia. En el siglo XII pasó por herencia a la casa condal de Barcelona. A finales del siglo XII y al inicio del siglo XIII eran castellanos de esta fortaleza algunos miembros del linaje de Malacara. Hacia la segunda mitad del siglo XIII eran los señores los Cardona, como feudatarios de la casa real. En 1375 el castillo, que pertenecía entonces a los Sabater, pasó al condado de Cardona. En 1822, durante la persecución contra la Regencia de Urgel, el conde de la Mina arrasó el pueblo e hizo volar el castillo.